# Fredhällstunneln

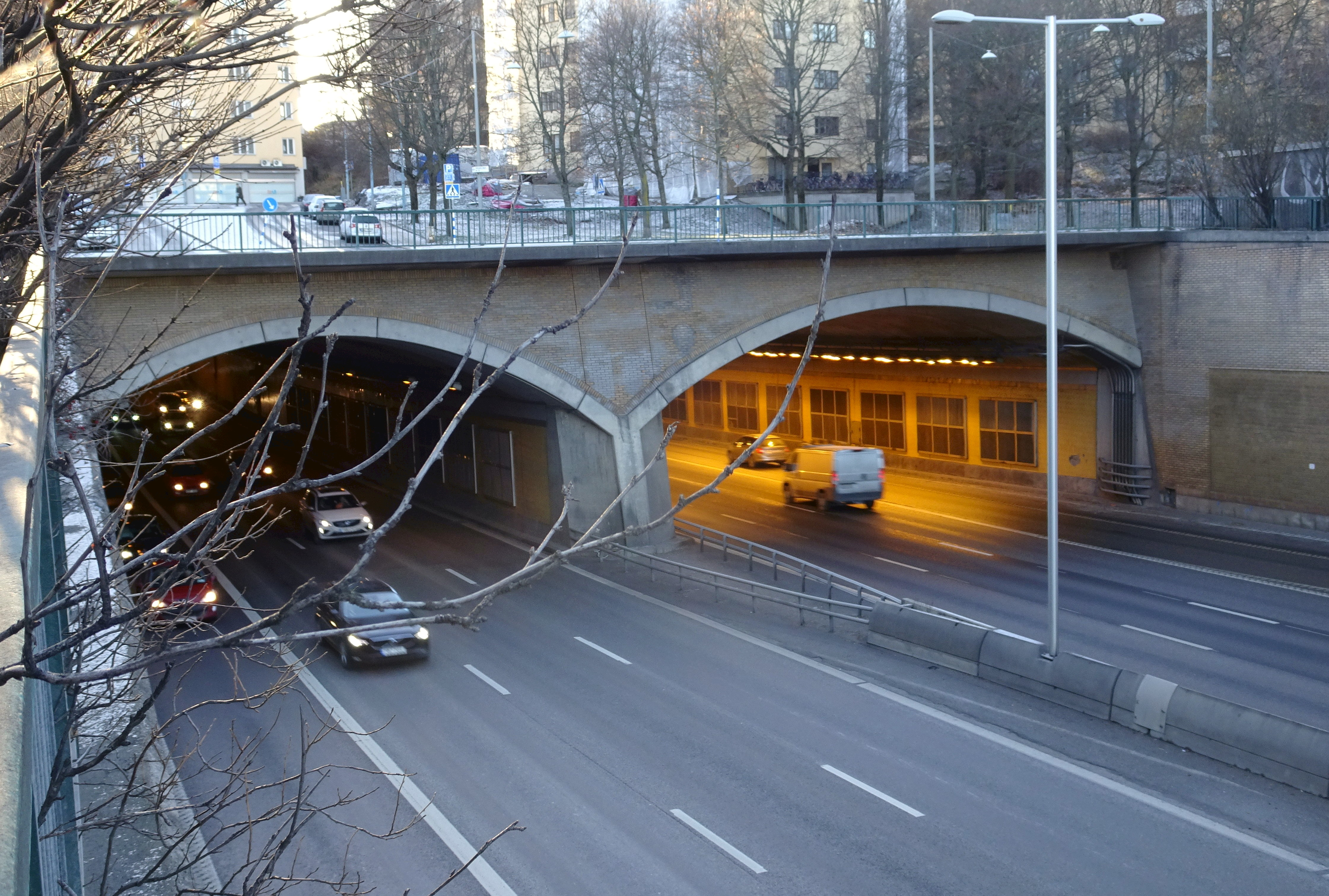
Fredhällstunneln, norra tunnelmyningen.

Fredhällstunneln är en tunnel för motorvägen E4/E20 (Essingeleden) i Stockholm som genomkorsar Fredhällsberget i Fredhäll. 

## Beskrivning
Fredhällstunneln går från Fredhällsbron och passerar sedan under Hedbornsstigen och Viktor Rydbergs gata. Tunneln som utgör en del av Essingeleden öppnades för trafik den 21 augusti 1966. Det dröjde dock till 3 september 1967 innan hela tunneln började utnyttjas. Byggherre var Stockholms gatukontor och ansvarig för genomförandet var kommunägda Gekonsult.
Tunneln har fyra körfält i vardera riktningen och består av två separata tunnelrör som är 220 meter långa. 160 meter är ren bergtunnel och 60 meter anlades som betongtunnel i en öppen bergskärning. Bergtunneln fick förstärkningsbågar i betong och berget däremellan sprutputsades. På grund av sin begränsade längd erfordras ingen ventilation. Entreprenör för betongdelen var Kasper Höglund AB.
På 1990-talet renoverades tunneln med ny ljuddämpande väggbeklädnad av gult, hålförsett tegel i tunnelmynningen och nytt ytskikt med gult klinker i själva tunneln. Tunneln är Nordens mest trafikerade vägtunnel med cirka 150 000 fordon per dygn.

## Bilder

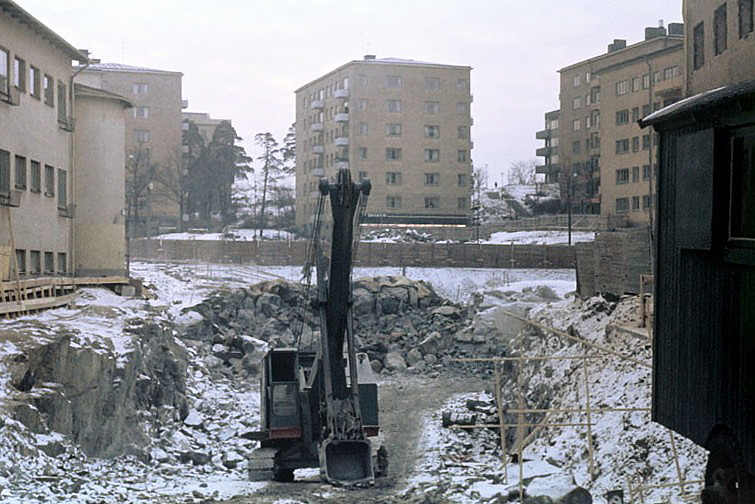
Fredhällstunneln under byggnad, vy från norr, 1964.
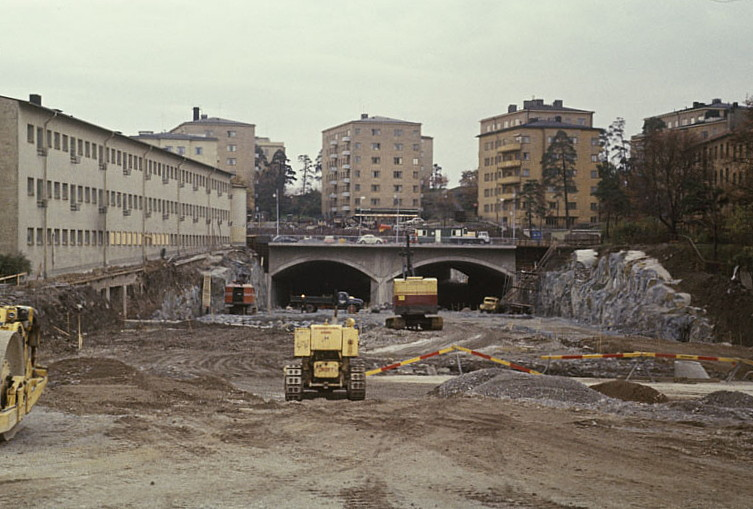
Fredhällstunneln under byggnad, vy från norr, 1965. Till vänster syns Fredhälls folkskola.
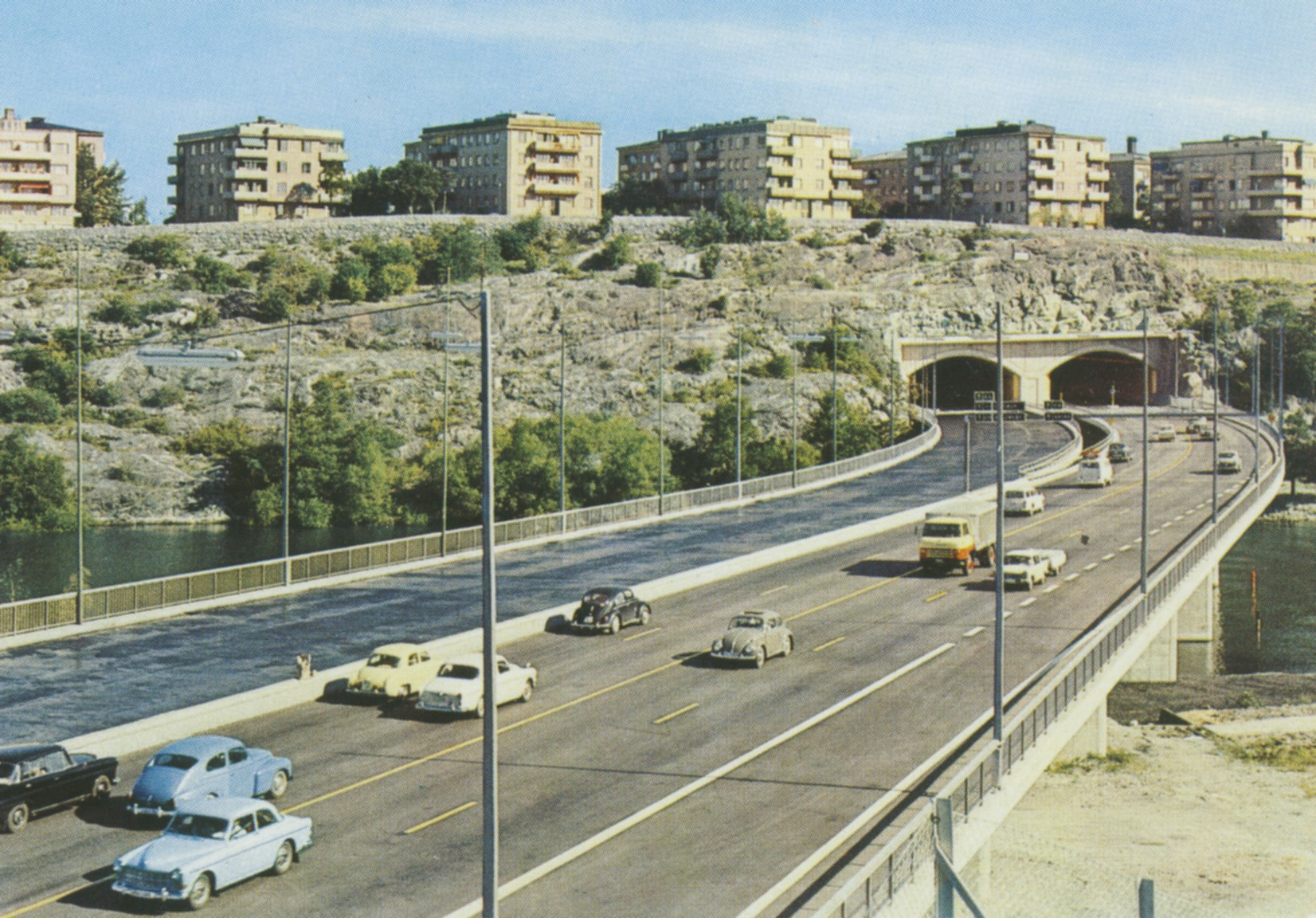
Fredhällstunneln kort efter invigningen (bara en tunnel av två har öppnats), 1967.
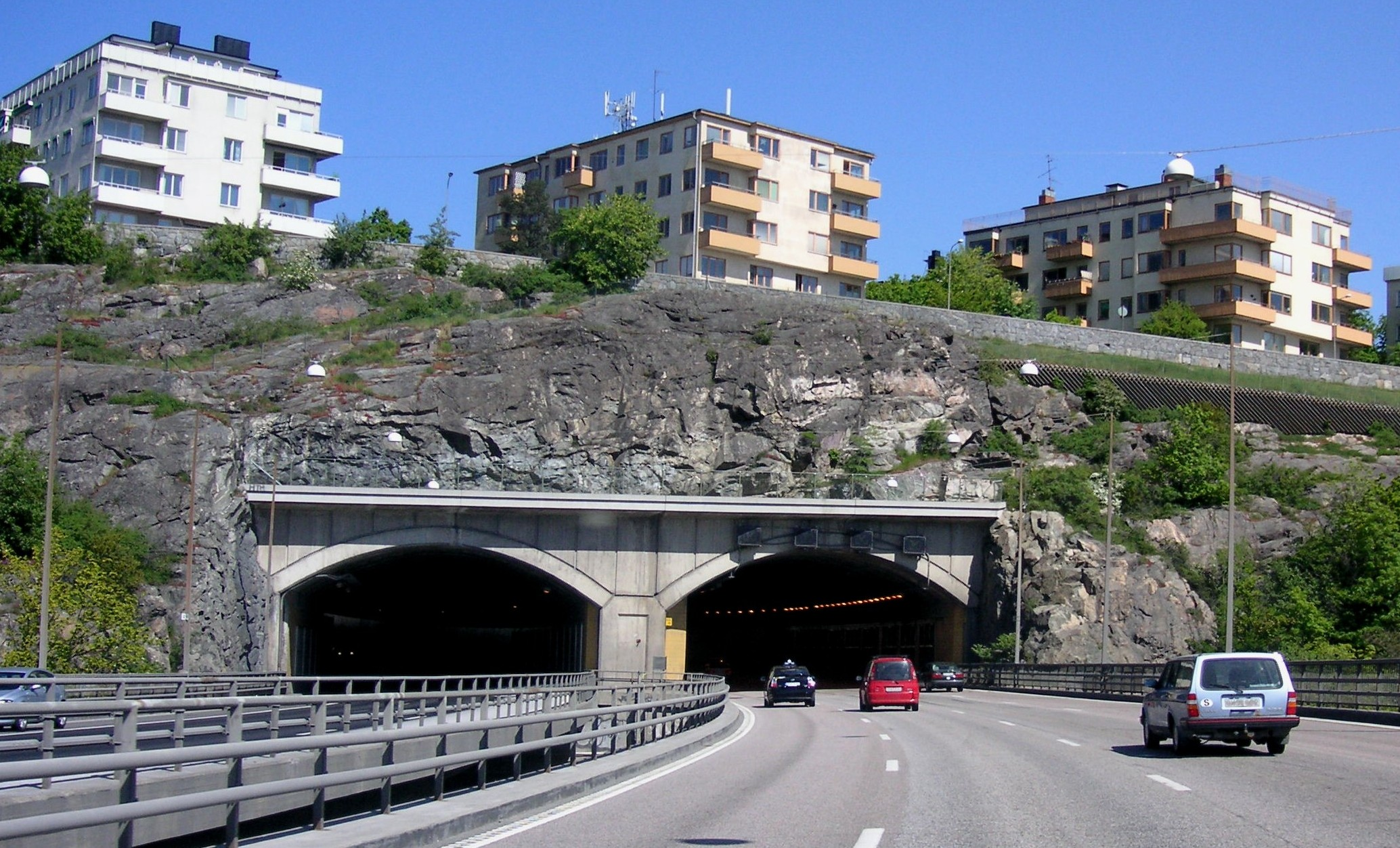
Fredhällstunneln, södra tunnelmyningen, 2008.